# Adelphicos latifasciatum
Adelphicos latifasciatum là một loài rắn trong họ Rắn nước. Loài này được Lynch & Smith mô tả khoa học đầu tiên năm 1966.